# Карлос Ібаньєс
Карлос Ібаньєс Гарсія (ісп. Carlos Ibáñez García; 28 листопада 1930 — 26 вересня 2015) — чилійський футболіст, що грав на позиції нападника за клуб «Депортес Магальянес», а також національну збірну Чилі.

## Клубна кар'єра
У футболі відомий виступами у команді «Депортес Магальянес», кольори якої і захищав протягом усієї своєї кар'єри гравця.

## Виступи за збірну
1950 року дебютував в офіційних матчах у складі національної збірної Чилі. Протягом кар'єри у національній команді, яка тривала 1 рік, провів у її формі 1 матч.
У складі збірної був учасником чемпіонату світу 1950 року у Бразилії, де зіграв проти США (5-2).